# سرتین
سرتین (به فرانسوی: Certines) یک کمون در فرانسه است که در canton of Pont-d'Ain واقع شده‌است.

## خصوصیات
سرتین ۱۵٫۹۲ کیلومترمربع مساحت و ۱٬۴۵۰ نفر جمعیت دارد.